# Alan Lightman

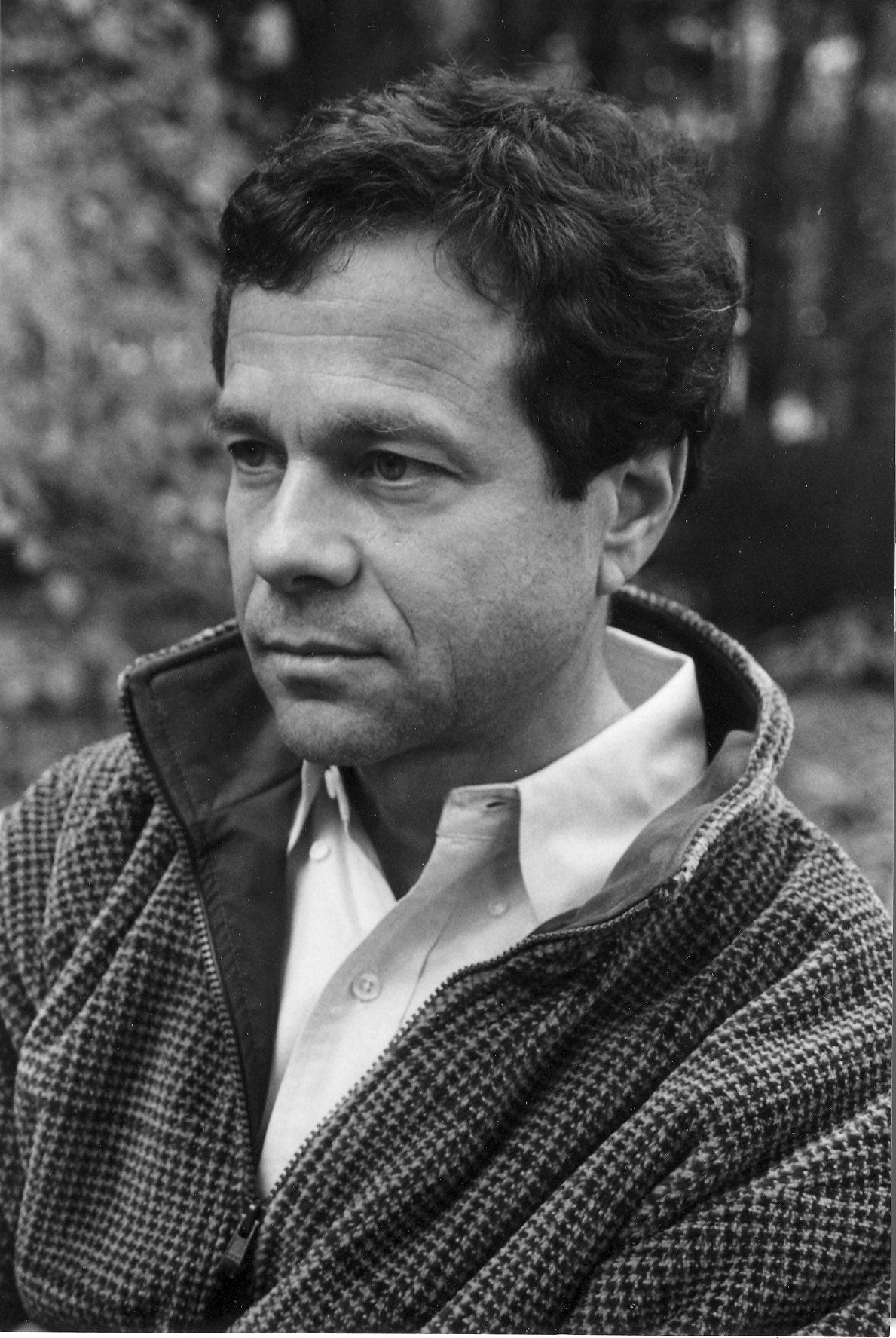
Alan Lightman

Alan Paige Lightman (* 28. November 1948 in Memphis, Tennessee) ist ein US-amerikanischer Astrophysiker, Roman-Schriftsteller, Essayist und Sachbuchautor. Er ist Professor am Massachusetts Institute of Technology (MIT).

## Leben
Lightman studierte Physik an der Princeton University mit dem Bachelor-Abschluss 1970 und wurde 1974 bei Kip Thorne am Caltech promoviert. 1974 bis 1976 war er als Post-Doktorand an der Cornell University, 1976 bis 1979 Assistant Professor für Astronomie an der Harvard University und danach bis 1989 am Harvard Smithsonian Center for Astrophysics. Ab 1989 war er Professor am MIT sowohl für Physik als auch für kreatives Schreiben besonders für Wissenschaftler (Science Writing). Ab 1995 war er dort John E. Burchard Professor of Humanities. Er etablierte am MIT später obligatorische Kurse für wissenschaftliches Schreiben. Ab 2002 war er nur noch Adjunct Professor, um mehr Zeit für schriftstellerische Arbeiten zu haben.
Neben seiner wissenschaftlichen Arbeit veröffentlichte er Kurzgeschichten und Essays in Zeitschriften wie The New Yorker und Atlantic Monthly und populärwissenschaftliche Bücher. Sein Bestseller Einstein´s Dreams (auf Deutsch erschienen als Und immer wieder die Zeit) handelt von Träumen des jungen Albert Einstein über die Zeit und wurde auch für die Bühne adaptiert.
Mit den taiwanesischen Physikern Wei-Tou Ni (* 1944) und David L. Lee (* 1950), ebenfalls Doktorand von Thorne und später Geschäftsmann, veröffentlichte er alternative Feldtheorien der Gravitation. Er bewies mit Lee, dass Gravitationstheorien, die dem schwachen Äquivalenzprinzip gehorchen metrische Theorien der Gravitation sein müssen, das heißt die Gravitation als Krümmung der Raum-Zeit beschreiben ähnlich der Allgemeinen Relativitätstheorie.
Lightman befasste sich unter anderem mit Akkretionsscheiben um kompakte Objekte wie Schwarze Löcher (wobei er Instabilitäten fand mit Douglas Eardley) und untersuchte physikalische Phänomene in astrophysikalischen Plasmen, wie ungewöhnliches thermodynamisches Verhalten (negative spezifische Wärme) optisch dünner, von Elektron-Positron-Paaren dominierter Plasmen und Inverse Compton-Streuung.
Er ist vierfacher Ehrendoktor und Mitglied der American Academy of Arts and Sciences (seit 1996) sowie Fellow der American Physical Society.

## Schriften

### Physik
- mit William H. Press, R. H. Press, S. A. Teukolsky: Problem book in Relativity and Gravitation, Princeton, N.J. : Princeton University Press 1975
- mit George B. Rybicki: Radiative Processes in Astrophysics, Wiley 1979, 2004
- Herausgeber mit James Cornell: Revealing the Universe : Prediction and Proof in Astronomy, Cambridge, Massachusetts, 1982

### Essays u.a.
- Time Travel and Papa Joe's Pipe, Scribner 1984
- A Modern Day Yankee in a Connecticut Court : and Other Essays on Science, New York : Viking Press, 1986
- Dance for Two : Selected Essays, New York : Pantheon Books, 1996.
- A Sense of the Mysterious : Science and the Human Spirit, New York : Pantheon Books, 2005
- mit Juliet van Otteren: Heart of the Horse, New York : Barnes & Noble, 2004
- The Accidental Universe in: Harper's Magazine December 2011, dt.: Das Zufallsuniversum – Der kosmische Würfelwurf oder die Glaubenskrise der Naturwissenschaft in: Lettre International Nr. 103, Winter 2013
- Our Place in the Universe in: Harper's Magazine December 2012
- The Virus Is a Reminder of Something Lost Long Ago. In rebuilding a broken world, we will have the chance to choose a less hurried life. In: The Atlantic 4/2020. (www.theatlantic.com)

### Populärwissenschaftlich
- mit Roberta Brawer: Origins : the Lives and Worlds of Modern Cosmologists, Harvard University Press, 1990
- Ancient Light : Our Changing View of the Universe, Harvard University Press, 1991
- Great Ideas in Physics : the Conservation of Energy, the Second Law of Thermodynamics, the Theory of Relativity, and Quantum Mechanics, 1992, 3. Auflage, McGraw Hill 2000
- The Discoveries : Great Breakthroughs in 20th Century Science, New York: Pantheon Books, 2005
- The Accidental Universe, Pantheon Books 2013

### Belletristik
- Time for the Stars : Astronomy in the 1990s, New York, Viking Press, 1992
  - Deutsche Übersetzung: Zeit für die Sterne, Knaur 2005
- Einstein's Dreams, New York : Pantheon Books, 1993
  - Deutsche Übersetzung: Und immer wieder die Zeit. Einstein´s Dreams, Knaur 1994
- Good Benito, New York : Pantheon Books, 2004
  - Deutsche Übersetzung: Der Gute Benito, Heyne 1998
- The Diagnosis, New York : Pantheon Books, 2000
  - Deutsche Übersetzung: Die Diagnose, Droemer, Knaur 2001
- Reunion, New York : Pantheon Books, 2003
  - Deutsche Übersetzung: Zeit der Leidenschaft, Droemer Knaur 2004
- Ghost, New York : Pantheon Books, 2007
- Mr g – New York, Pantheon Books, 2012
  - Deutsche Übersetzung: Herr G, Bastei-Lübbe 2012

### Gedichte
- Song of Two Worlds, A. K. Peters 2009